# Ataco
Ataco ist eine Gemeinde (municipio) im Departamento Tolima in Kolumbien.

## Geographie
Ataco liegt im Süden von Tolima in der Provinz Sur auf einer Höhe von 900 m ü. NN am Río Saldaña etwa 135 km von Ibagué entfernt. Die Gemeinde grenzt im Norden an Chaparral, im Nordosten an Coyaima, im Osten an Natagaima, im Südosten an Aipe im Departamento del Huila, im Südwesten an Planadas und im Westen an Rioblanco.

## Bevölkerung
Die Gemeinde Ataco hat 22.818 Einwohner, von denen 5479 im städtischen Teil (cabecera municipal) der Gemeinde leben (Stand: 2019).

## Geschichte
Auf dem Gebiet der heutigen Gemeinde lebten bei der Ankunft der Spanier die indigenen Völker der Atacaimas und Cupilicuás. Das heutige Ataco geht wahrscheinlich auf eine Gründung zurück, die Alfonso Fuenmayor 1778 durchführte.